# 法官備忘錄
法官備忘錄（英語：Bench memorandum，複數形為，也稱為），法律術語，它是一種法律文書，常見於美國法院。
法官備忘錄是一份簡單扼要的備忘錄，記錄法律訴訟案的事實、訴狀的書面摘要、雙方論點、以及相關的法律分析。承理法官在法庭進行口頭辯論之前，通常會要求法官助理（Law clerk）先整理出這個文件，以為準備。